# Kosovski božuri (emisija)
„Kosovski božuri“ je televizijski esej u obliku svečanog resitala trajanju od 30 minuta, reditelja Slobodana Ž. Jovanovića, a u proizvodnji Radio-televizije Srbije. Premijerno je emitovan na Vidovdan 2005. godine.
Resital je snimljen u „Studiju 8“ sa ansamblom „Kosovski Božuri“ koji čine deca sa Kosova i Metohije, i na čijem je čelu Ivana Žigon. U resitalu učestvuju i monasi manastira Prohor Pčinjski. Deca govore pesme iz naše baštine posvećene Kosovu i Metohiji i Vaskrsenju Isusa Hrista. 

## Autorska ekipa
- Reditelj Slobodan Ž. Jovanović
- Scenograf Dobrila Stefanović

## Učestvuju
- Dramska umetnica Ivana Žigon
- Ansambl „Kosovski Božuri“
- Monasi manastira Prohor Pčinjski